# The Meddler - Un'inguaribile ottimista
The Meddler - Un'inguaribile ottimista (The Meddler) è un film del 2015 diretto da Lorene Scafaria.
La pellicola venne presentata al Toronto International Film Festival il 14 settembre 2015.

## Trama
Dopo aver perso il marito, Marnie Minervini decide di trasferirsi dal New Jersey a Los Angeles dove potrà stare più vicina alla figlia Lori che vive lì già da tempo.
Marnie ha una grande disponibilità finanziaria e, dopo essersi sistemata, vorrebbe darsi a qualche attività benefica ma finisce sempre per ronzare attorno alla figlia che di conseguenza si sente piuttosto oppressa da lei.
In uno slancio di generosità Marnie si offre di pagare tutte le spese di matrimonio a Jillian, un'amica di sua figlia appena conosciuta, che vive con la sua compagna e un figlio piccolo e che si era rassegnata a rinunciare alla cerimonia da sempre sognata.
Marnie aiuta poi Freddie, un commesso che è sempre gentile con lei, a sostenere le spese necessarie per riprendere gli studi e, finalmente, quasi per caso, comincia a far assistenza in ospedale ad un'anziana inferma e che non è in grado di parlare.
Conosce poi casualmente un simpatico poliziotto in pensione, Randall Zipper, che si innamora di lei, ma dal quale fugge.
Tornata in New Jersey per prendere una decisione riguardo alle ceneri del marito, si reca a New York per incontrare la figlia che, per lavoro, si è temporaneamente trasferita lì.  Dopo l'ennesima intromissione nella vita sentimentale della figlia, torna a Los Angeles, conscia di non aver superato del tutto il trauma della morte del marito, come alcuni suoi eccessi lasciavano trasparire.
Dopo aver festeggiato le nozze di Jillian e aver esaudito il desiderio di ricongiungimento col figlio dell'anziana che assisteva in ospedale, Marnie si sente pronta per aprire il suo cuore a Randall.

## Produzione
La regista e sceneggiatrice ha preso spunto dalla propria vita personale per il personaggio di Lori e il rapporto con la propria madre.